# Lucero Suárez
Lucero Suárez (Mérida, Yucatán; 3 de dezembro de 1963) é uma produtora, diretora e roteirista mexicana de telenovelas.

## Biografia
Lucero começou sua carreira como gerente de produção,  das telenovelas do produtor Carlos Téllez, e supervisão de Valentín Pimstein, incluindo a telenovela de grande sucesso internacional Cuna de Lobos de (1986). Como produtora executiva começou com a telenovela Para toda la vida em 1996, a única telenovela "remake" produzida por ela que foi um completo fracasso. No entanto, desde então só Lucero só tem produzido telenovelas inéditas.
Até agora, a mais reconhecida entre suas telenovelas de sucesso são Rencor apaixonado de (1998), que com este projeto foi reaberto na programação da rede Televisa, o horário das 17:00h para as telenovelas, que com uma história breve e simples, também interessante com altos níveis de audiências, deixada para sua sucessora La mentira também de (1998), depois em El noveno mandamiento, de (2001), também quebrou recordes durante a sua transmissão às 17:00 pm, no México, sendo a única telenovela nesse ano com o maior índice de audiência, posteriormente à noite entre (2003-2004) Lucero produziu Amar otra vez e ganhou o público no México e Estados Unidos, sendo que esta telenovela foi transmitida primeiro no final de 2003 nos Estados Unidos, tendo o primeiro lugar, e em meados de 2004 foi o ar no México.
Com a telenovela Las dos caras de Ana de (2006-2007), ela deu o papel de protagonistas para a atriz Ana Layevska, bem como Rafael Amaya e Jorge Aravena, ganhou aclamação da crítica para a primeira apresentação de um trabalho digno que ela fez em Miami, na Flórida, devido à má qualidade das produções feitas no Estados Unidos ditos tanto pela imprensa, quanto o público.
Em Querida Enemiga de (2008), também protagonizada por Ana Layevska e o ator Gabriel Soto ela mais uma vez venceu a crítica e o público. Esta telenovela tem sido até agora uma das suas produções mais bem sucedidas, a audiência bateu recordes, tornando-se a mais bem avaliada da história da telenovela no horário das 18:00 pm, também ganhou aclamação da crítica pelo papel dado a atriz Carmen Becerra como antagonistas e do final original da história.

## Telenovelas

### Produtora executiva
- Fugitivas, en busca de la libertad (2024)
- Perdona nuestros pecados (2023)
- S.O.S me estoy enamorando (2021-2022)
- Te doy la vida (2020)
- Ringo (2019)
- Enamorándome de Ramón (2017)
- La vecina (2015-2016)
- De que te quiero te quiero (2013-2014)
- Amorcito corazón (2011-2012)
- Zacatillo (2010)
- Querida enemiga (2008)
- Las dos caras de Ana (2006-2007)
- Pablo y Andrea (2005)
- Amar otra vez (2003 - 2004)
- El noveno mandamiento (2001)
- Rencor apasionado (1998)
- Para toda la vida (1996)

### Produtora associada
- Tenías que ser tú (1993)

### Gerente de produção
- En carne propia (1991)
- El extraño retorno de Diana Salazar (1988)
- Cuna de lobos (1986)
- Juana Iris (1985)

### Roteirista
- De que te quiero te quiero (2013 - 2014) (Adaptação)
- Amorcito corazón (2011 - 2012) (Adaptação)
- Zacatillo (2010) (Adaptação)
- Querida enemiga (2008) (Adaptação)
- Rencor apasionado (1998) (Versão livre e adaptação)

### Diretora de cena em locação
- Rencor apasionado (1998)